# Пичинейка (приток Нерлейки)
Пичинейка — река в России, протекает в Мордовии. Устье реки находится в 3,8 км по левому берегу реки Нерлейка. Длина реки — 13 км.

## Данные водного реестра
По данным государственного водного реестра России относится к Верхневолжскому бассейновому округу, водохозяйственный участок реки — Сура от Сурского гидроузла и до устья реки Алатырь, речной подбассейн реки — Сура. Речной бассейн реки — (Верхняя) Волга до Куйбышевского водохранилища (без бассейна Оки).
Код объекта в государственном водном реестре — 08010500312110000036739.